# Hartwig Albiro
Hartwig Albiro (* 9. Dezember 1931 in Meuselwitz; † 31. Dezember 2024 in Chemnitz) war ein deutscher Schauspieler und Regisseur.

## Leben
Hartwig Albiro hatte ein staatliches Diplom als Theaterwissenschaftler und bekam seine ersten Engagements an den Theatern in Altenburg und Stendal. Von 1955 bis 1958 wirkte er als Schauspieler am Dresdener Theater der Jungen Generation, ging dann als Darsteller von 1958 bis 1961 an das Stadttheater nach Meißen, wo er auch erste Erfahrungen als Spielleiter sammelte. Von 1961 bis 1968 war Hartwig Albiro Regisseur und Oberspielleiter am Gerhart-Hauptmann-Theater Görlitz-Zittau, um dann von 1968 bis 1971 als Regiemitarbeiter an das Berliner Ensemble zu gehen. Von 1971 bis 1996 war er am Schauspielhaus Karl-Marx-Stadt/Chemnitz als Regisseur und Schauspieldirektor tätig.
1980 wurde Hartwig Albiro in das Präsidium des Verbandes der Theaterschaffenden der DDR als Vorsitzender der Sektion Schauspiel gewählt. In dieser Funktion wurde er 1985 auf dem V. Kongress des Verbandes der Theaterschaffenden der DDR erneut gewählt.

## Filmografie
- 1971: Rottenknechte (Darsteller – Fernsehfilm, 5 Teile)
- 1976: Frau Jenny Treibel (Regie – Fernsehfilm)

## Theater

### Regie
- 1961: Oskar Braaten: Anständige Menschen (Stadttheater Meißen)
- 1961: Vratislav Blažek: Und das am Heiligabend – Regie mit  Eberhard Schäfer (Gerhart-Hauptmann-Theater Görlitz/Zittau)
- 1962: Werner Bernhardy: Die Prinzessin und der Schweinehirt (Gerhart-Hauptmann-Theater Görlitz/Zittau)
- 1964: Carlo Goldoni: Der Diener zweier Herren (Gerhart-Hauptmann-Theater Görlitz/Zittau)
- 1965: George Bernard Shaw:  Pygmalion (Gerhart-Hauptmann-Theater Görlitz/Zittau)
- 1966: Federico Garcia Lorca: Die wundersame Schustersfrau (Gerhart-Hauptmann-Theater Görlitz/Zittau)
- 1966: Bertolt Brecht nach George Farquhar: Pauken und Trompeten (Gerhart-Hauptmann-Theater Görlitz/Zittau)
- 1967: Jewgeni Schwarz: Der Drache (Gerhart-Hauptmann-Theater Görlitz/Zittau)
- 1967: Maxim Gorki: Feinde (Gerhart-Hauptmann-Theater Görlitz/Zittau)
- 1968: Carlo Goldoni: Krach in Chiozza (Gerhart-Hauptmann-Theater Görlitz/Zittau)
- 1971: Bertolt Brecht: Der gute Mensch von Sezuan Regie mit Piet Drescher (Schauspielhaus Karl-Marx-Stadt)
- 1971: Friedrich Schiller: Die Räuber (Schauspielhaus Karl-Marx-Stadt)
- 1972: Jewgeni Schwarz: Das gewöhnliche Wunder (Schauspielhaus Karl-Marx-Stadt)
- 1973: Carlo Goldoni: Das Lügenmaul (Schauspielhaus Karl-Marx-Stadt)
- 1974: Szakonyi Károly: Sendestörung (Schauspielhaus Karl-Marx-Stadt)
- 1974: Joachim Brehmer: Der Mensch ist doch kein Schmetterling (Schauspielhaus Karl-Marx-Stadt)
- 1975: William Shakespeare: Timon von Athen (Schauspielhaus Karl-Marx-Stadt)
- 1975: Arnold Wesker: Das Hochzeitsfest (Schauspielhaus Karl-Marx-Stadt)
- 1976: Volker Braun: Tinka (Schauspielhaus Karl-Marx-Stadt)
- 1977: Carlo Goldoni: Der Campiello (Schauspielhaus Karl-Marx-Stadt)
- 1978: Bertolt Brecht: Der kaukasische Kreidekreis (Schauspielhaus Karl-Marx-Stadt)
- 1978: Eugène Labiche: Das Sparschwein (Schauspielhaus Karl-Marx-Stadt)
- 1980: Georg Büchner: Dantons Tod (Schauspielhaus Karl-Marx-Stadt)
- 1982: Carl Zuckmayer: Der Hauptmann von Köpenick (Schauspielhaus Karl-Marx-Stadt)
- 1982: Wiktor Rosow: Unterwegs (Theater der Freundschaft)
- 1983: Peter Ensikat: Bürger schützt eure Anlagen (Schauspielhaus Karl-Marx-Stadt)
- 1984: Friedrich Schiller: Die Verschwörung des Fiesco zu Genua (Schauspielhaus Karl-Marx-Stadt)
- 1984: Carlo Goldoni: Der Diener zweier Herren (Schauspielhaus Leipzig)
- 1984: William Shakespeare: Der Widerspenstigen Zähmung (Schauspielhaus Leipzig)
- 1985: Georg Kaiser: Am Silbersee (Schauspielhaus Karl-Marx-Stadt)
- 1987: Carlo Goldoni: Der Campiello (Maxim-Gorki-Theater Berlin)
- 1987: Friedrich Schiller: Maria Stuart (Schauspielhaus Karl-Marx-Stadt)
- 1988: György Spiró: Ein Tartüff (Schauspielhaus Karl-Marx-Stadt)
- 1989: Johann Wolfgang von Goethe: Die Mitschuldigen (Schauspielhaus Karl-Marx-Stadt)
- 1990: Carlo Goldoni: Das Lügenmaul (Schauspielhaus Leipzig)
- 1990: William Shakespeare: Maß für Maß (Schauspielhaus Chemnitz)
- 1991: Jewgeni Schwarz: Der Drache (Schauspielhaus Chemnitz)
- 1993: Gert Heidenreich: Magda – Finis Tertn Imperii (Schauspielhaus Chemnitz)
- 1993: Helmut Bez: Kleiner Mann, was nun (Schauspielhaus Chemnitz)
- 1994: Johann Wolfgang von Goethe: Urfaust (Schauspielhaus Chemnitz)
- 1995: Peter Turrini nach Pierre Augustin Caron de Beaumarchais: Der tollte Tag (Schauspielhaus Chemnitz)

### Darsteller
- 1955: Heinrich Laube: Die Karlsschüler – Regie: Rudolf Schröder (Theater Junge Generation Dresden)
- 1958: Bertolt Brecht: Die Gewehre der Frau Carrar – Regie: Harry Erlich (Stadttheater Meißen)

## Übersetzungen
- Carlo Goldoni: Diener zweier Herren mit Uwe Schuster
- Carlo Goldoni: Das Lügenmaul mit Gerhard Naumann
- Carlo Goldoni: Der Campiello mit Achim Gebauer
- Carlo Goldoni: Der Fächer mit Gerhard Naumann

## Auszeichnungen
- 1977: Kunstpreis der DDR[5]
- 1980: Sonderpreis beim 1. Leistungsvergleich der Schauspiel- und Musiktheaterensembles im Hans-Otto-Wettbewerb[6]
- Ehrenmitglied Theater Chemnitz
- Träger des Sächsischen Verdienstordens